# Вольная борьба на летних Олимпийских играх 1928 — до 87 кг
Соревнования по вольной борьбе в рамках Олимпийских игр 1928 года в полутяжёлом весе (до 87 килограммов) прошли в Антверпене с 30 июля по 1 августа 1928 года в Power Sports Building. 
Для участия в соревнованиях заявились 13 спортсменов из 7 стран. От каждой страны мог принять участие лишь один представитель, поэтому финн Пеллинен, шведы Вестергрен и Свеннсон, швейцарцы Хагманн и Куран и американец Страк соревнованиях не участвовали; таким образом титул разыгрывался между 7 борцами. 
Как таковых фаворитов не было, поскольку крупных международных соревнований в вольной борьбе с олимпийских игр 1924 года не проводилось. Большинство заявившихся титулованных борцов в этом весе предпочли выступить в соревнованиях по греко-римской борьбе, уступив вольную своим менее именитым соотечественникам. Из видных борцов можно было назвать Эдиля Розенквиста, серебряного медалиста игр 1920 и 1924 годов, но в греко-римской борьбе и Туре Шёстедта, серебряного призёра чемпионата Европы 1927 года, но тоже по греко-римской борьбе. Соревнования проводились по турнирной системе Бергваля.
Розенквист проиграл первую же встречу будущему финалисту Хейвуду Эдвардсу, и выбыл из борьбы за титул, а позднее и за медали. Шёстедт победил Эдвардса в финале, после чего Эдвардс выбыл в турнир за второе место, но там тоже проиграл швейцарцу Арнольду Бёли. Эдвардс выбыл в турнир за третье место и там тоже проиграл французу Анри Лефевру. 

## Призовые места
- Туре Шёстедт
- Арнольд Бёли
- Анри Лефевр

## Турнир за первое место
В левой колонке — победители встреч. Мелким шрифтом набраны те проигравшие, которых победители «тащат» за собой по турнирной таблице, с указанием турнира (небольшой медалью), право на участие в котором имеется у проигравшего. 

### Первый круг
| Участник 1                   | Участник 2       |
| ---------------------------- | ---------------- |
| Хейвуд Эдвардс Э. Розенквист | Эдиль Розенквист |
| Жак ван Ашше Б. Роу          | Бернард Роу      |
| Арнольд Бёли А. Лефёвр       | Анри Лефевр      |
| Туре Шёстедт                 |                  |

### Полуфинал
| Участник 1                                        | Участник 2   |
| ------------------------------------------------- | ------------ |
| Хейвуд Эдвардс Э. Розенквист, Жак ван Ашше Б. Роу | Жак ван Ашше |
| Туре Шёстедт А. Бёли А. Лефёвр                    | Арнольд Бёли |

### Финал
| Участник 1                                                                     | Участник 2     |
| ------------------------------------------------------------------------------ | -------------- |
| Туре Шёстедт Х. Эдвардс, А. Бёли А. Лефёвр, Э. Розенквист, Жак ван Ашше Б. Роу | Хейвуд Эдвардс |

## Турнир за второе место
| Участник 1                                         | Участник 2     |
| -------------------------------------------------- | -------------- |
| Арнольд Бёли Х. Эвардс Э. Розенквист, Жак ван Ашше | Хейвуд Эдвардс |

## Турнир за третье место
| Участник 1  | Участник 2     |
| ----------- | -------------- |
| Анри Лефевр | Хейвуд Эдвардс |